# Leandro Molina
Leandro Molina Simon (Sorocaba, 22 de agosto de 1979), conhecido como Mestre ChenZishan, é um artista marcial, e mestre de Wudang Kung Fu e Taijiquan. É reconhecido por sua atuação na divulgação das artes marciais tradicionais chinesas no Brasil, especialmente o Wudang Kung Fu, estilo interno vinculado à linhagem taoista de Wudang Sanfeng.

## Formação e carreira
Leandro Molina Simon é oficialmente reconhecido como representante da 16ª geração da linhagem Wudang Sanfeng Pai. Em junho de 2008, recebeu o convite para passar por um treinamento direto do Mestre Chen Shixing (陈世兴), da 15ª geração, na Montanha Wudang, China. Após intenso período de preparação, em setembro de 2008, embarcou para sua primeira viagem internacional para dar continuidade aos treinamentos, que envolviam práticas físicas, mentais e espirituais, incluindo qigong avançado, meditação e domínio de armas tradicionais. Ao final do seu treinamento foi escolhido para se tornar o primeiro discípulo e mestre do Mestre Chen Shixing e assim disseminar e divulgar a arte marcial de Wudang no Brasil.
Durante sua trajetória nas artes marciais competitivas, Leandro acumulou importantes conquistas, destacando-se como campeão:
- 4 vezes campeão regional (1994, 1995, 1996 e 1998)
- 5 vezes campeão paulista (1996, 1997, 1999, 2000 e 2001)
- 5 vezes campeão brasileiro (1996, 1997, 1999, 2000 e 2001)
- 2 vezes campeão mundialito (2002 e 2003)
- 2 vezes campeão pan-americano no Peru (2011)
- 1 vez campeão mundial no Peru (2011)

Durante seu treinamento tradicional na China, foi submetido a um processo de observação pelos mestres locais, que o aceitaram como discípulo da linhagem Sanfeng Pai, conferindo-lhe o nome de geração "ChenZishan" e o título de mestre da 16ª geração. Com o Mestre Chen Shixing, estudou estilos como Baguazhang, Xingyiquan e Taijiquan.
Mestre ChenZishan é o único representante oficial da linhagem Wudang Sanfeng Pai no Brasil e na América Latina, reconhecido pelos mestres da montanha de Wudang e por instituições internacionais. Desde então, realiza visitas periódicas à China para aprofundar seus estudos e manter o vínculo com a tradição.

## Início da vida
Leandro Molina Simon nasceu em 22 de agosto de 1979, em parto domiciliar em Sorocaba (SP). O nascimento foi complicado, com apresentação invertida do bebê, conhecido como parto pélvico. A mãe recebeu os primeiros cuidados em casa até a chegada da ambulância, que conduziu mãe e filho ao hospital. O nome Leandro, que significa "homem leão", foi escolhido pelos pais. O episódio foi relatado no jornal Cruzeiro do Sul, de Sorocaba, em 23 de agosto de 1979.
Seu primeiro contato com arte marcial foi na pré-escola no Judô com cinco anos, ele era um ótimo aluno, mas além de quedas, possuía interesses por chutes, socos, acrobacias e armas marciais. Foi então que aos 9 anos iniciou a prática do Kung fu e desde então nunca mais interrompeu sua busca.
Entre as artes que já praticou estão KungFu: Louva-Deus, Tigre, Serpente, Garra de águia, WingChun, Wushu Olímpico e Sanshou, além de Full-Contact, Kickboxing, Muaythai, Jiujitsu, Capoeira, Taekwondo e Kendo.

## Atuação no Brasil
Em 2009, fundou e expandiu a escola Wudang Tao Brasil, estabelecida em Sorocaba, onde atualmente, ministra aulas regulares de Kung Fu, Tai Chi e práticas energéticas, além de realizar retiros e cursos de formação para instrutores. Participou da formação de novos instrutores e do fortalecimento da tradição Wudang Sanfeng Pai na América Latina.
Em reconhecimento à sua contribuição para a difusão das artes marciais na região, recebeu a Medalha de Mérito Esportivo da Câmara Municipal de Sorocaba.

## Aparições na mídia
Participou de diversos programas de televisão, entre eles o quadro "Se Vira nos 30" do Domingão do Faustão, onde demonstrou técnicas tradicionais de Kung Fu. Também foi entrevistado em podcasts e programas online, abordando sua trajetória, filosofia e a experiência de treinar na China.
Seus ensinamentos foram destaque em veículos especializados como a Revista Master e o portal O Tempo, em matérias sobre artes marciais e desenvolvimento pessoal.